# Gabriel de León
Gabriel de León, vollständiger Name Gabriel de León Villegas, (* 3. März 1993 in Santa Catalina) ist ein uruguayischer Fußballspieler.

## Karriere

### Privates
Der aus Santa Catalina stammende de León wurde als ältester von fünf Söhnen des Gastón De León und der Adriana Villegas geboren.

### Verein
De León begann mit dem Fußballspielen beim Club Santa Catalina im baby fútbol und spielte anschließend in den Jugendmannschaften. Bereits als 13-Jähriger wurde in der U-20-Altersklasse eingesetzt. Zu diesem Zeitpunkt wechselte er zum Hauptstadtklub Danubio FC. Dort begann er zunächst in der Mannschaft der Séptima División und durchlief sodann die weiteren Nachwuchsmannschaften. Der 1,73 Meter große Defensivakteur debütierte schließlich unter Trainer Daniel Sánchez bei einem 1:1-Unentschieden gegen die Montevideo Wanderers in der Ersten Mannschaft. Für Danubio bestritt er in der Spielzeit 2011/12 acht Spiele in der Primera División. In der Folgesaison kam er zu neun weiteren Einsätzen in der höchsten uruguayischen Spielklasse und lief zweimal in der Copa Sudamericana auf. Zur Apertura 2013 wechselte er auf Leihbasis zum CA Cerro. Dort wurde er in der Spielzeit 2013/14 zwölfmal in der Primera División eingesetzt (kein Tor). Noch während der laufenden Saison schloss er sich 2014 dem Zweitligisten Villa Teresa ebenfalls im Rahmen einer Ausleihe an. In der Segunda División absolvierte er bis zum Saisonabschluss in 15 Partien (kein Tor). In der Spielzeit 2014/15 trug er mit 19 Zweitligaeinsätzen und zwei Toren zum Aufstieg des Klubs bei. Für die Erstligaspielzeit 2015/16 stehen 29 Ligaeinsätze (zwei Tore) zu Buche. Der Verein stieg wieder ab. Anfang Juli 2016 wechselte er zum Erstligaaufsteiger Rampla Juniors.

### Nationalmannschaft
De León spielte erstmals als 14-Jähriger in der U-15-Nationalmannschaft Uruguays. Er gehörte mindestens von Juni 2012 bis Dezember 2012 der von Juan Verzeri trainierten uruguayischen U-20-Auswahl an. Bei einem Turnier in der Provinz Chaco kam er für die U-20 im Halbfinale gegen Brasilien am 28. Juni 2012 als Spieler der Startelf zum Einsatz.